# Cyrène (comics)
Theresa O'Rourke Cassidy, alias Cyrène (« Siryn » en version originale) est une super-héroïne évoluant dans l'univers Marvel de la maison d'édition Marvel Comics. Créé par le scénariste Chris Claremont et le dessinateur Steve Leialoha, le personnage de fiction apparaît pour la première fois dans le comic book Spider-Woman #37 en avril 1981.
Cyrène est une mutante qui possède les mêmes pouvoirs que son père, le Hurleur. Elle a ensuite repris son nom et a commencé à utiliser son pseudonyme de Hurleur (« Banshee » en version originale) en son honneur.
Comme son père, Theresa possède un « cri sonique » capable de neutraliser et de blesser l'ouïe d'un adversaire et d'envoyer de puissantes vibrations dans les airs. Elle peut utiliser ces vibrations pour voler. Son nom fait référence aux sirènes de la mythologie grecque.

## Biographie du personnage

### Origines
Cyrène est la fille du mutant irlandais Sean Cassidy, alias le Hurleur, et de Maeve O'Rourke. Née pendant une absence de son père, sa mère meurt durant l'accouchement. Theresa se retrouve alors quasiment orpheline, son père n'étant pas au courant de sa naissance. Elle est élevée à l'insu de son père par son oncle, le super-vilain Black Tom Cassidy, puis placée dans un orphelinat durant les séjours en prison de son oncle.
Au début de son adolescence, elle quitte Black Tom pour rejoindre les descendants des X-Men.

### Parcours
Après avoir retrouvé son père, alors membre des X-Men, Cyrène découvre ses pouvoirs. Elle a fait partie durant un temps du personnel de l'île de Muir, puis des Égarés (où elle rencontre Jamie Madrox, alias l'Homme-multiple).
Plus tard elle rejoint l'équipe X-Force, menée par Cable, après un combat contre le Fléau et Black Tom. Pendant un temps, elle devient co-leader de l'équipe.
Elle a une liaison, plutôt conflictuelle, avec Warpath, qui l'aide à combattre son alcoolisme et à mettre de l'ordre dans sa vie de famille. Elle a également une relation instable avec Deadpool.
Plus tard, elle fait partie de X-Corps Paris, où elle n'apprécie cependant pas les objectifs de son père.

### M-Day
Après le Jour-M, Cyrène rejoint Jamie Madrox dans son agence de détective Facteur-X Investigations et tombe enceinte d'un des doubles de ce dernier. Peu après l'accouchement, Madrox veut tenir le bébé dans ses bras mais absorbe le nourrisson. Cyrène est très affectée par la perte de l'enfant et en veut terriblement depuis à Maddox.
À la mort de son père, elle reprend le nom de Banshee.
En voulant aider Lorna Dane (Polaris) à connaitre ses origines, Layla Miller invoque une Morrigan. La Morrigan prend possession de Cyrène, qui devient ainsi une nouvelle incarnation de la Mort.

## Pouvoirs et capacités
Cyrène a hérité des pouvoirs soniques de son père le Hurleur. Elle peut par un simple cri faire exploser le verre, assommer ses adversaires ou endommager leur ouïe.
- La puissance du cri de Cyrène atteint les 140 décibels environ. Elle peut utiliser son cri comme sonar pour se repérer. L'utilisation de son pouvoir génère automatique un champ de force psionique qui la protège de ses propres pouvoirs.
- Elle peut également voler dans les airs en émettant des vibrations et peut également porter des passagers.
- Elle a développé son pouvoir de façon que sa voix hypnotise ceux qui l'écoutent, mais pour cela elle doit rester calme et détendue.
- Depuis qu'elle est devenue la Morrigan, elle peut soulever (ou exercer une pression) d'environ 85 tonnes, changer d'apparence et lancer des sortilèges.

## Apparition dans d'autres médias

### Cinéma
Cyrène apparait dans le film X-Men 2, interprétée par Shauna Kain (es), au moment où les soldats du gouvernement attaquent l'institut Xavier en pleine nuit. Elle est réveillée par le soldat qui entre dans sa chambre et se défend en hurlant. Elle désarçonne le soldat, comme tous les autres, et d'une certaine façon, sonne l'alarme. Le soldat l'endort à l'aide de fléchettes mais elle est sauvée par Colossus.
Shauna Kain reprend le rôle dans X-Men : L'Affrontement final.